# Христо Саракинов
Христо Саракинов с псевдоним Петко Марашлиев е български военен, капитан и революционер, войвода на Върховния македоно-одрински комитет.

## Биография
Саракинов е роден през 1872 година във воденското село Саракиново, тогава в Османската империя, днес в Гърция. Учи във Воден и в българската гимназия в Солун. На военна служба постъпва на 8 юни 1891 г. През 1895 г. завършва Военно на Негово Княжеско Височество училище и е произведен в чин подпоручик от Инженерните войски. Служи във 2-ра пионерна дружина. Влиза във Върховния македоно-одрински комитет.
На 25 февруари 1900 година напуска службата и се отдава изцяло на революционна дейност. На 4 август 1900 година VII македоно-одрински конгрес го избира за член съветник на ВМОК. На ІХ конгрес през лятото на 1901 година Саракинов като привърженик на крилото на генерал Иван Цончев обвинява бившия лидер на ВМОК Борис Сарафов в злоупотреба със 100 000 лева организационни пари.
През юни и юли 1901 година поручик Саракинов инспектира македоно-одринските дружества в Станимашка и Рупчоска околия.
От 1901 година Саракинов е войвода на Върховния комитет в Мелнишко и Петричко.
След разделението във ВМОК през лятото на 1902 година Саракинов подкрепя крилото на генерал Иван Цончев. През лятото на 1902 година четата на Саракинов влиза в сражение с вътрешните чети на Илия Кърчовалията, Яне Сандански и Атанас Тешовски в местността Харамийската чешма между селата Петрово и Голешово, в което загиват Теофил Иванов, Ангел Спанчовалията и още трима върховистки четници.
В 1902 година, в навечерието на Горноджумайското въстание излиза в редовен полагаем отпуск, а след изтичането му подава заявление за излизане в запас и участва в Горноджумайското въстание.
Саракинов участва в Илинденско-Преображенското въстание от август 1903 година като е войвода на чета в отряда на полковник Стефан Николов. Участва в сражението в местността Добро поле, Горноджумайско, на 8 октомври 1902 година. След разгрома на въстанието, през март 1904 година се връща в армията. Умира в 1908 година.

## Военни звания
- Подпоручик (1895)
- Поручик (1899)
- Капитан